# Tito Calidio Severo

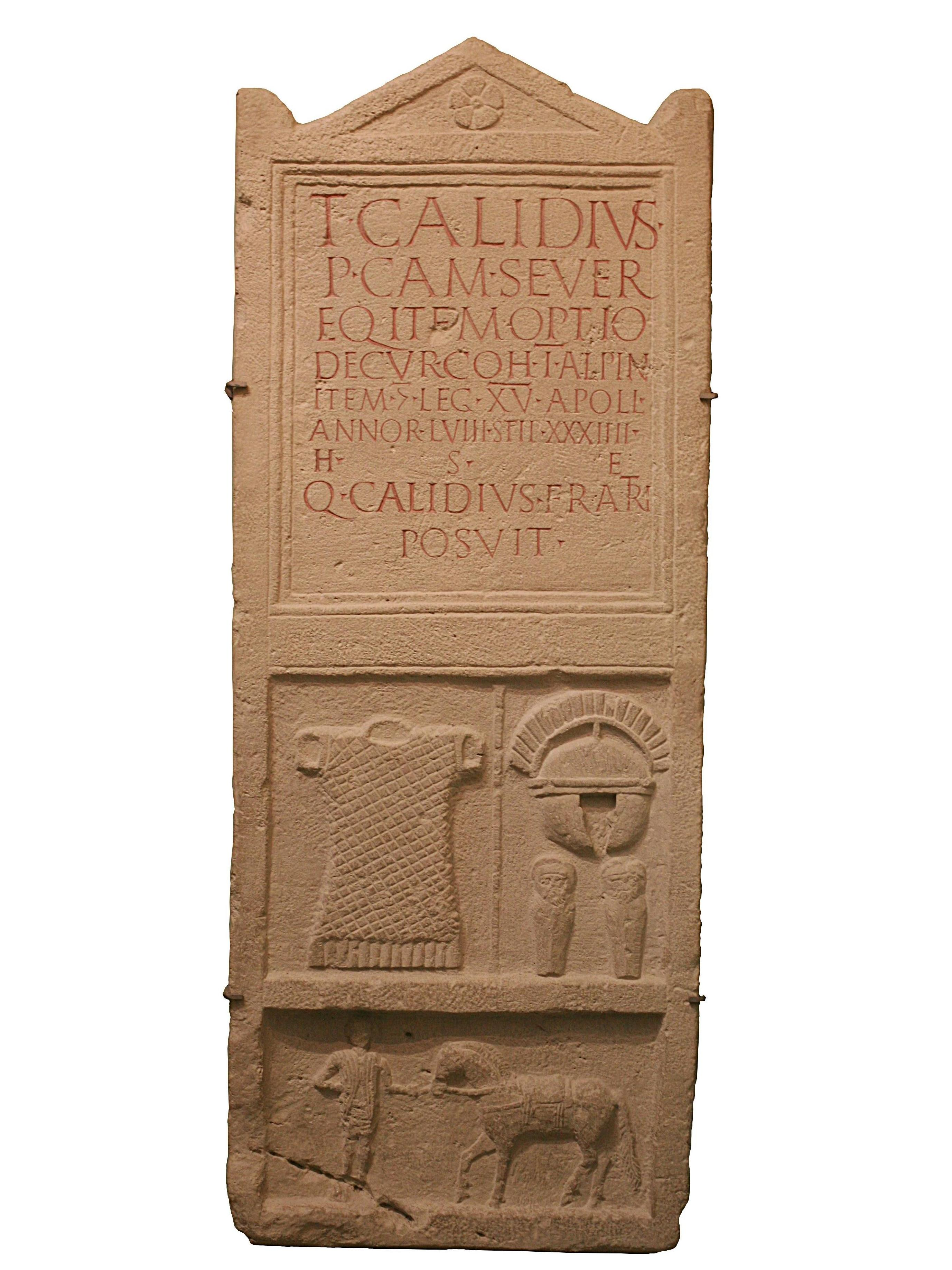
Estela funeraria de Titus Calidius Severus procedente de Carnuntum (Petronel, Austria).

Tito Calidio Severo (en latín Titus Calidius Severus) fue un militar del ejército romano, que desarrolló su carrera durante el siglo I d. C. y falleció en Carnuntum. Su estela funeraria fue encontrada en abril de 1880, siendo regalada por el municipio de Petronell (Austria) al Kunsthistorisches Museum de Viena.

## Monumento
Esta estela funeraria procede de Carnuntum, considerada la Pompeya a las puertas de Viena, y corresponde a los actuales municipios de Petronell/Carnuntum y Bad Deutsch-Altenburg en la Baja Austria. Fue labrada en piedra caliza de las Montañas de Leitha, procedente de las canteras de Kaiserstein.
La estela tiene forma rectangular rematada en un frontón decorado con una roseta de cinco pétalos en su centro. Por debajo aparece una cartela enmarcada por una doble moldura, que imita las tabulae aeneae de bronce en las que se escribían los documentos públicos, y que contiene el texto de la inscripción. La parte inferior del monumento está dividida en dos recuadros, apareciendo en el superior los signos distintivos de un centurión, una lorica squamata o armadura de cuero recubierta de escamas de bronce cosido, el vitis o vara de vid, un casco con carrilleras tipo coolus con el penacho transversal característico de los centuriones y dos grebas u ocreae de buena calidad decoradas con caras de divinidades.
En el recuadro inferior aparece un personaje masculino vestido con túnica, pantalones -en latín, bracarae- y botas, representando posiblemente al criado asistente del centurión -normalmente era un esclavo-, que sujeta las riendas del caballo al que el oficial tenía derecho. El caballo está ensillado con una silla sin los característicos pomos de las sillas gálicas de la caballería romana, y con los arreos de sujeción de ésta.

## Inscripción
T(itus) CALIDIVVS

P(ublii filius) CAM(ilia tribu) SEVER(us)

EQ(ues) ITEM OPTIO

DECVR(io) COH(ortis) I ALPIN(orum equitatae)   4

ITEM ) (centurio) LEG(ionis) XV APOLL(inaris)

ANNOR(um) LVIII STIP(endorium) XXXIIII

H(ic) S(itus) E(st)

8 Q(uintus) CALIDIVS FRATRI

POSVIT

Traducción de la inscripción: "Tito Calidio Severo, hijo de Publio, de la tribu Camilia, jinete, optio, decurión de la Cohors I Alpinorum (equitata), centurión de la Legio XV Apollinaris, de 58 años, con 34 años de servicio, yace aquí. Su hermano Quinto Calidio lo hizo."

## Carrera
Titus Calidius Severus nació en Italia por su adscripción a la tribu Camilia, una de las tribus del Lacio y los alrededores de Roma. Se alistó en el ejército romano con 24 años y fue asignado a una unidad auxiliar, la Cohors I Alpinorum equitata como simple eques o jinete, ascendiendo al grado de optio o sargento asistente del oficial al mando de su turma o escuadrón de 30 jinetes, lo que indica que tenía un nivel cultural que incluía leer y escribir, para ascender después a decurio u oficial al mando de su turma, una de las cuatro que formaban parte de la caballería de una cohors quinquagenaria equitata, gracias a su condición de ciudadano romano.
Por último, fue trasladado a la Legio XV Apollinaris como centurión u oficial al mando de una centuria de 80 infantes con armamento pesado. Esta legión tenía su campamento en Carnuntum entre los años 46 y 62 y entre 71 y 114, aunque Calidius Severus prestó sus servicios en ella en el primer período. Allí falleció a los 58 años, tras una dilatada carrera militar de 34 años.